# Obsesión (sentimiento)
El término obsesión (del latín obsessĭo, que significa "asedio") se refiere a una perturbación anímica producida por una idea fija que  con tenaz persistencia, asalta la mente. La obsesión tiene múltiples facetas de expresión. 
Es el sentimiento o tendencia que aparece en desacuerdo con el pensamiento consciente de la persona, pero persiste más allá de los esfuerzos por librarse de él. Preocupación o idea que domina y acapara la atención intelectual y que siempre va acompañada de un penoso sentimiento de ansiedad.

## Concepto general
Esta condición se caracteriza por la insaciable necesidad de poseer y ser poseído, y dominar a la persona objeto de la obsesión. Quienes la padecen experimentan sentimientos intensos de celos, incertidumbre y resentimiento, que reemplazan al amor y al desamor, la seguridad y la confianza. Las personas que sufren el trastorno sienten dolor intenso, angustia, preocupación y desasosiego cuando se encuentran lejos de la pareja o cuando por factores de tiempo, rechazo o disponibilidad física o emocional, no reciben la atención que demandan.
La satisfacción de sus demandas se convierte en una compulsión y fijación perpetua. Esta patología no es exclusiva de quienes han sostenido una relación que sobrepasó los límites; también la padecen personas que se obsesionan con personas a quienes ni siquiera conocen, les basta con solo haber tenido un fugaz contacto. Las obsesiones pueden abarcar acciones que van desde la simple contemplación, hasta el acecho y acoso. 
Según los expertos, este tipo de conductas pueden originarse en la infancia o en los primeros años de la adolescencia. Factores como el abandono, el abuso físico o emocional, el descuido, la falta de afecto o la baja autoestima, pueden conducir a la persona a desarrollar este tipo de comportamientos.
El vacío emocional los lleva a la búsqueda desesperada de amor y aceptación, con la falsa creencia de que solo pueden ser felices si están correspondidos por la persona objeto de su obsesión. Crean una ilusión que los lleva cada vez más lejos de la verdad y que les genera sufrimiento y decepción. Agregando a esto, este tipo de conductas obligan a que se carguen sus responsabilidades en los hombros de sus parejas, o de quienes se ven afectados como el límite de obsesión, manipulando y controlando de manera coordinada para que se les tome en cuenta. Se caracterizan por ser cuidadosos, persistentes y sobre todo emocionalmente distantes para lograr que sientan su peso y así mantener a raya a sus víctimas. Esta condición es un factor psicológico que estima una línea compleja, ya que tienden a usar argumentos como daños colaterales que pueden afectar, ya sea amenazas, agresiones verbales al no tener una respuesta positiva o sumisa a lo que demandan, además de amenazas de autodestrucción, o de daño propio para lograr su cometido, pero en pocas ocasiones esto se considera como lógico, ya que en muchos de los casos va solo en un tema emocional inestable. Esta condición se conoce como catarsis afectiva obligatoria, y puede ser una carga muy penosa para su víctima.

## Tipos
Existen distintos tipos de obsesiones. Por ejemplo, pueden mencionarse aquellas relacionadas con la alimentación. En estos casos, la obsesión funciona como una barrera psicológica que no permite modificar el peso de una persona en forma saludable. 
Otra obsesión que parece ser más común es el Síndrome anancástico, que es un desorden mental que asocia a individuos obsesivos con el orden y la limpieza.  La persona que padece dicho síndrome, ordena lo ordenado, limpia lo que está pulcramente limpio, no tolera que una figura o elemento físico se salga de su lugar.  Las personas que padecen este desorden son personas de mentalidad extremadamente rígida e intolerante, incapaces de la espontaneidad y muy dados a respetar normativas relacionadas con la organización.  Así mismo estas mismas personas no toleran a otra que no sea igual de obsesiva en su universo íntimo.
La obsesión amorosa es también una manifestación clínica de este trastorno, en el que un individuo concentra su atención y desarrolla sentimientos obsesivos en una persona idealizada. Los individuos que padecen este trastorno tienen por lo general una baja autoestima y se proyectan en el ser objeto de su amor, intentando poseerlo. Esto se manifiesta por medio de un enamoramiento no correspondido que a menudo podría rayar en el acoso; por lo que estas personas pueden llegar a ser muy celosas y posesivas originando relaciones tóxicas.